# 西村ジョイ
西村ジョイ株式会社（にしむらジョイ）は、香川県を中心にホームセンターを展開する企業である。山形県山形市の同業者・ジョイとは資本・人材を含め一切無関係である。

## 沿革
県下に本格的ホームセンターがない時代の1976年、高松市高松町に西村木材株式会社のジョイ（ホームセンター）事業部の第1号店として高松店がオープンした。当時は店舗名も単純に「ジョイ(JOY)」だった。事業は徐々に拡大し、店舗数も増加。のちに独立した株式会社となった。また、西村グループ統一CIと新ロゴマーク導入時に店舗名を「西村ジョイ」に統一した。

## 店舗
2011年1月現在、香川県に7店舗、広島県に2店舗、愛媛県・山口県に各1店舗の計11店舗を持つ。
丸亀店・八木店は超大型店舗「メガホームセンター」、更に本社に隣接する成合店及び屋島店はそれよりも大きな店舗「スーパーメガホームセンター」としている。
屋島店は2005年11月に閉店したダイエー屋島店（ショッパーズモール屋島）跡に2007年4月19日に開店、中四国最大級のホームセンターとなった。これに伴い、かつての本店である高松店（1976年開店）は同年3月12日に閉鎖された。また、坂出店（1982年開店）も屋島店に統合される形で3月22日に閉鎖された。
長らく県外進出には消極的だったが、愛媛県松山市に本社のあるダイキ（当時は店名「ホームセンターディック」、現「ホームセンターダイキ」）の三木町進出などもあり、同社も松山市と広島県に進出した。

## 特徴があるサービス

### Deカード
自社発行のクレジットカード（ハウスカード）兼ポイントカード。審査を通過すれば、翌月1回払いのクレジット払いが利用できる。審査を通過しない、またはクレジットを希望しない、学生の場合は現金ポイントカードとして、現金支払いでも、通常買上額200円（税抜）ごとに1ポイント、500ポイントで500円の値引券が発行される仕組み。県内でもかなり早い時期にポイントカードサービスを始めた企業の1つである。2008年3月に制度改正があり、既存のDeカードは現金専用ポイントカードとなり、クレジット機能は使えなくなった。新たにオリエントコーポレーションと提携したクレジット機能付きカードが発行された。

### 木材の加工サービス
もともとが木材卸売会社の新規事業からスタートしたこともあり、木材の品揃えに注力している。加工機械を販売するだけでなく、それほど加工器具を使う必要のない顧客向けに木材の加工サービスを行っている。